# Microregione di Palmas
Palmas è una microregione del Paraná in Brasile, appartenente alla mesoregione di Centro-Sul Paranaense.

## Comuni
È suddivisa in 5 comuni:
- Clevelândia
- Coronel Domingos Soares
- Honório Serpa
- Mangueirinha
- Palmas